# Hyvinkää
Hyvinkää (szw. Hyvinge) – miasto w Finlandii, w prowincji Finlandia Południowa, położone 59 km na północ od Helsinek. Populacja 45 343 (2010).

## Gospodarka
W mieście rozwinął się przemysł wełniarski, obuwniczy oraz spożywczy.

## Miasta partnerskie
- Eigersund, Norwegia
- Kecskemét, Węgry
- Korsør, Dania
- Kostroma, Rosja
- Motala, Szwecja
- Powiat Hersfeld-Rotenburg, Niemcy